# جوزيف ريد
جوزيف ريد هو سياسي كندي، ولد في 24 سبتمبر 1917، وتوفي في 14 أغسطس 2015 في سانت كاثرينز في كندا. حزبياً، نشط في الحزب الكندي التقدمي المحافظ. وقد انتخب عضو مجلس العموم الكندي.